# Земляний Петро Авксентійович
Петро́ Авксе́нтійович Земляни́й (26 грудня 1900 , Дружківка, Бахмутський повіт, Катеринославська губернія, Російська імперія  — 1966 , Жданов, Донецька область ) — український державний діяч. Депутат Верховної Ради УРСР першого скликання (1940–1947).

## Біографія
Народився 26 грудня 1900 року в багатодітній родині робітника-металурга на станції Дружківка, нині місто Дружківка, Донецька область, Україна. Батько працював на металургійному заводі більше 30-ти років, брав участь у революційному русі, член комуністичної партії з дореволюційним стажем.
Три роки навчався в початковій заводській школі. З 1918 року — у Червоній армії, брав участь у встановленні радянської влади в Україні. Член РКП(б) з 1921 року.
У 1932–1935 роках — слухач Військово-політичної академії імені Леніна. У 1935—1937 роках — комісар 29-го механізованого полку, у вересні 1937 — травні 1940 року — начальник політвідділу 3-ї легкотанкової бригади Білоруського особливого військового округу (БОВО).
24 березня 1940 року був обраний депутатом Верховної Ради УРСР першого скликання по Червоноармійському виборчому округу № 356 Ровенської області.
У травні — грудні 1940 року — заступник начальника відділу політпропаганди 44-ї легкотанкової бригади БОВО, з грудня 1940 року — на такій же посаді в 16-й легкотанковій бригаді (пізніше переформатована в 36-ту танкову дивізію).
З серпня 1941 року — військовий комісар танкового полку 101-ї танкової дивізії (понижений у посаді за втрату партійного квитка під час відступу).
У грудні 1941 року брав участь в обороні Москви. З травня 1942 — військовий комісар штабу 15-го танкового корпусу, з лютого 1943 року по 1945 рік — заступник командувача бронетанковими і механізованими військами 2-го Українського фронту.
16 червня 1948 року вийшов у відставку. Помер 1966 року в місті Жданові (нині Маріуполь).

## Військові звання
- полковий комісар.
- полковник.

## Нагороди
- орден Леніна (1945).
- орден Червоного Прапора (1945).
- два ордени Вітчизняної війни 1-го ступеня (16.07.1944, 24.09.1944)
- орден Червоної Зірки (15.02.1943).
- медалі.